# 革命工人国际争取革命工人党建设团体
革命工人国际争取革命工人党建设团体（法語：Groupe pour la construction du Parti Ouvrier Révolutionnaire, de l’Internationale Ouvrière Révolutionnaire）是法国的一个托洛茨基主义组织。该组织的创始人是斯特凡·朱斯特。该组织出版通讯《争取社会主义战斗》。